# George Worth
George Worth (* 1. April 1915 in Budapest, Österreich-Ungarn als György Woittitz; † 15. Januar 2006 in Orangetown) war ein US-amerikanischer Fechter.

## Leben
George Worth, ursprünglich als György Woittitz geboren, wuchs in Budapest auf, wo er unter Italo Santelli das Fechten erlernte. Er plante 1937 aufgrund der politischen Verhältnisse in Ungarn in die Vereinigten Staaten zu emigrieren, musste aufgrund seines jüdischen Hintergrunds aber einen Umweg über Kuba nehmen, wo er zwei Jahre verbrachte. Dort trainierte er unter anderem mit Ramón Fonst, dem Olympiasieger von 1900 und 1904, und gewann auch die kubanischen Meisterschaften mit dem Säbel. Über Miami wanderte er 1940 in die Vereinigten Staaten ein und wurde 1944 US-amerikanischer Staatsbürger. Seinen Namen änderte er dabei in George Worth. Er diente dann auch direkt für den restlichen Verlauf des Zweiten Weltkriegs in der US Army und erhielt für seine Aktivitäten während der Ardennenoffensive mehrere Bronze Stars.
Worth nahm an vier Olympischen Spielen teil: bei den Olympischen Spielen 1948 in London belegte er mit der Mannschaft den dritten Platz und erhielt mit Miguel de Capriles, James Flynn, Norman Cohn-Armitage, Dean Cetrulo und Tibor Nyilas somit die Bronzemedaille. Im Einzel wurde er Fünfter. 1952 in Helsinki und 1960 in Rom verpasste er jeweils mit der Mannschaft als Vierter knapp einen weiteren Medaillengewinn. 1952 schied er in der Einzelkonkurrenz in der Vorrunde aus. Dazwischen wurde er bei den Olympischen Spielen 1956 in Melbourne mit der US-amerikanischen Equipe Fünfter, während er im Einzel erneut nicht über die Vorrunde hinauskam. Er gewann 1954 den US-amerikanischen Einzeltitel mit dem Säbel sowie 14 nationale Titel mit der Mannschaft. Zudem war er auch bei Panamerikanischen Spielen erfolgreich. So gewann er 1951 in Buenos Aires, 1955 in Mexiko-Stadt und 1959 in Chicago mit der Säbel-Mannschaft jeweils die Goldmedaille. Darüber hinaus sicherte Worth sich 1951 im Säbel-Einzel sowie 1955 mit der Florett-Mannschaft zwei Silbermedaillen.
Nach seiner aktiven Karriere war er auch als Funktionär im US-amerikanischen Fechtsport aktiv. Worth war außerdem in Orangetown Captain des Sanitätskorps und später  Chief Commissioner der Feuerwehr.